# Рурд-Нусс – Хассі-Р'Мель
Рурд-Нусс – Хассі-Р'Мель – газопровідна система, призначена для обслуговування родовищ групи Рурд-Нусс.
В 1988-му ввели в дію першу чергу газопереробного заводу Рурд-Нусс. Більшість пдіготованого тут газу закачувалась назад у пласт, проте частина видавалась до газотранспортної системи черз перемичку довжиною 17 км та діаметром 750 мм до газопроводу Алрар – Хассі-Р'Мель.
В 2014-му комплекс Рурд-Нусс доповнили ще однією установкою підготовки газу. При цьому систему видачі продукції удосконалили за рахунок прокладання газопроводу GR4, що так само прямує до головного газотранспортного хабу країни, створеного на основі супергігантського родовища  Хассі-Р'Мель (звідси можлива видача продукції по системам Хассі-Р'Мель – Уед-Саф-Саф, Хассі-Р'Мель – Скікда, Хассі-Р'Мель – Кудіет-Еддрауш, Хассі-Р'Мель – Бордж-Менаель, Хассі-Р'Мель – Арзу, MEDGAZ, Хассі-Р'Мель – Ель-Аріха). GR4 має довжину 535 км та виконаний в діаметрі 1200 мм.
В 2017-му між Рурд-Нусс та Хассі-Р'Мель проклали другу нитку GR6, яка має довжину 531 км та такий саме діаметр 1200 мм.